# Pcelarovo, Dobrici
Pcelarovo (în bulgară Пчеларово, în română Prisăcani) este un sat în comuna Gheneral-Toșevo, regiunea Dobrici, Dobrogea de Sud, Bulgaria.
Între anii 1913-1940 a făcut parte din plasa Casim a județului Caliacra, România.

## Demografie
Componența etnică a satului Pcelarovo
     Bulgari (59,33%)
     Romi (36,09%)
     Nicio identificare (4,56%)
     Altele (0%)
La recensământul din 2011, populația satului Pcelarovo era de 482 locuitori. Din punct de vedere etnic, majoritatea locuitorilor (59,33%) erau bulgari, cu o minoritate de romi (36,09%). Pentru 4,56% din locuitori nu este cunoscută apartenența etnică.